# Longeville
Longeville är en kommun i departementet Doubs i regionen Bourgogne-Franche-Comté i östra Frankrike. Kommunen ligger i kantonen Ornans som tillhör arrondissementet Besançon. År 2022 hade Longeville 180 invånare.

## Befolkningsutveckling
Antalet invånare i kommunen Longeville
Referens:INSEE